# Islam en Panamá

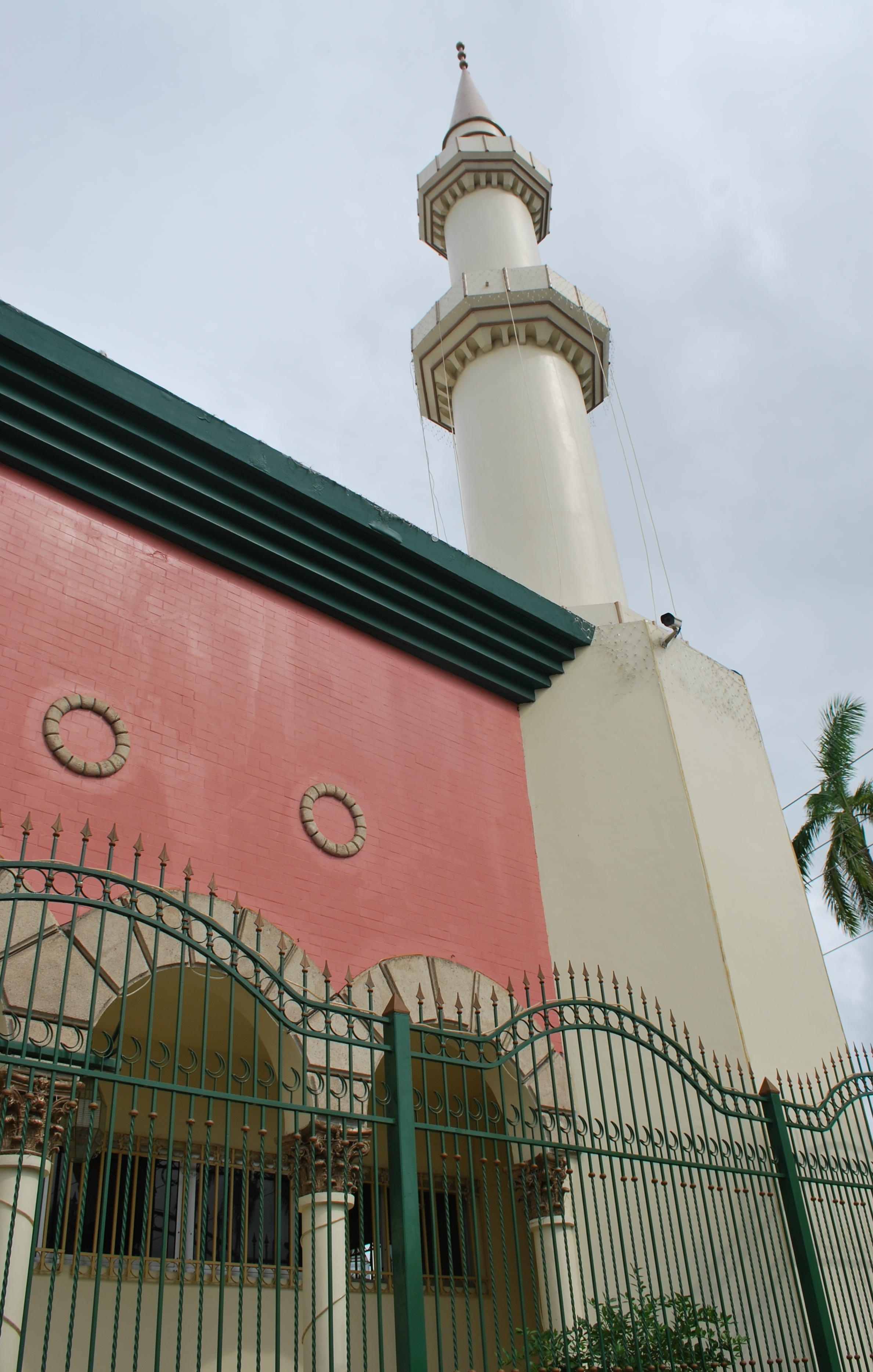
Mezquita en la ciudad de Colón.

El Islam tiene en Panamá una historia relativamente reciente, llegando a Panamá a inicios del siglo XX, poco después de la Separación de Panamá de Colombia y el inicio de la era republicana. Se estima que un 0.3 por ciento de la población de Panamá es musulmana[cita requerida].

## Historia Antigua
Con la conquista musulmana de los mandinga, el imperio de Mali se conformó en el centro de esclavización de los pueblos animistas de la región, los cuales eran comerciados a través de caravanas que cruzaban el Sahara provenientes del califato de Sokoto y de las costas africanas hacia el Sahel desde el siglo XII, mucho antes de la llegada de los europeos a la región. Si bien los reinos cristianos de Portugal y España no practicaban la esclavitud en aquel entonces, esta no era desconocida, ya que era practicada por los reino islámicos de la península ibérica y la costa barberisca. Es por ello que tras los primeros contactos de los portugueses con esclavistas musulmanes africanos de la región costera del Reino de Mali, se inicia la venta de esclavos africanos a los portugueses para trabajar en las minas de oro de las colonias americanas, iniciándose así el comercio atlántico de esclavos. Estos esclavos eran principalmente de las tribus animistas costeras de los wólof, así como animistas Mandinga y quizás algunos mandingas conversos al islam. Si bien actualmente los Mandinka son musulmanes en un 95%, en la época de la colonia su islamización era parcial, y no habría conversión masiva al islam hasta finales del siglo XIX con las guerras yihadistas en la que la población se vio forzada a dejar su religión africana. Por esto, es poco probable que los mandika traídos a América fueran musulmanes, ya que el Islam prohíbe a los esclavistas vender a otros musulmanes. 
Se cree que un grupo de unos 500 de los Mandinka que llegó a la costa atlántica de Panamá en 1552, escapó desde una embarcación hundida. Estos elegirían como líder a un hombre llamado Bayano (Vaino) para asaltar, robar y asesinar a los españoles en caminos y haciendas. Bayano fue capturado y aceptó un pacto solemne con el gobernador colonial de Panamá que incumplio volviendo a su vida de pillaje, el conocido comandante Pedro de Ursua lo capturó con éxito y sin perder un solo soldado. Bayano fue enviado por el presidente de Panamá al virrey del Perú que le recibió con curiosidad por ver quién y cómo era el hombre que se había mantenido por tanto tiempo en oposición a las autoridades, y tratóle muy cortésmente, enviándole a España donde permaneció hasta el fin de sus días en la ciudad de Sevilla, mantenido a costa de la Real Hacienda vitaliciamente.
Si bien no hay evidencia que favorezca la hipótesis de que fueran musulmanes dado que Bayano y sus hombres atacaban a las poblaciones locales al grito de "SANTIAGO A ELLOS" pidiendo al santo patrón de la caballería que les ayudase en aquel instante peligroso., algunas fuentes musulmanas o afines a estas aseguran que estos cimarrones practicaban el islam y formaron consejos y mezquitas en la zona ahora conocida como Darién, San Miguel, San Blas y la región paralela al río Bayano, que más tarde se llamó Bayano. Sin embargo, la información conocida sobre los palenques apunta hacia prácticas más ligadas a un sincretismo cristiano-animista que a alguna supuesta práctica del Islam en la era colonial, sea esta ortodoxa o sincrética.

## Periodo Moderno
La llegada propiamente del Islam a Panamá fue por medio inmigrantes varones y solteros del Sub-Continente Indio y del Líbano, quienes llegaron entre 1904 y 1913. En 1929, otro grupo vino desde Bombay, India los cuales se convirtieron en la Sociedad Musulmana Suní Indo-Pakistaní. Desde 1929 hasta 1948, esta organización (llamada después Misión Musulmana de Panamá) inició la construcción de una mezquita en la Ciudad de Panamá. La construcción fue completada a quienes sumaban aproximadamente veinticinco descendientes antillanos. También había otro grupo que practicaba el islam en Colon, guiados por un Jamaiquino llamado Basil Austkan, el cual rento un lugar para el salat (rezos) en la Calle 6.ª y Broadway. En 1932 había un grupo musulmán en San Miguel, Calidonia, donde tenían reuniones y rezaban. Los musulmanes en la Ciudad de Panamá de orígenes Indo-Pakistaní no tuvieron familias hasta 1951 cuando las primeras familias llegaron. En 1963, ellos compraron una parcela en el cementerio local llamado Jardín de Paz; en 1991, una propiedad fue comprada en el área de Arraijan, la cual es usada solo como cementerio Musulmán.

## Desarrollo de la Comunidad

### 1970 hasta el presente
A mediados de los años 70, algunos nativos Panameños influidos por la Nación del Islam (inglés: Nation of Islam, NOI), guiados por Abdul Wahab Johnson y Suleyman Johnson, comenzaron a hacer propaganda de esta corriente en la Ciudad de Panamá y Colón. La Nación del Islam es un movimiento político y religioso conocido por ser supremacista negro, antisemita y considerado una organización que promueve el odio por la Southern Poverty Law Center.
Después de reunirse con el Doctor Abdulkhabeer Muhammad, estos empezaron el estudio ortodoxo del Islam Suní. En 1977 alquilaron un lugar en Calle 7.ª y Avenida Central, después de recibir financiamiento de comerciantes musulmanes en Colón. Este grupo finalmente se desintegró por la falta de conocimiento y asistencia. Los musulmanes Indo-Pakistaníes empezaron entonces a enseñar a sus hijos en sus hogares, esto fue desde 1965 hasta 1973, cuando un pequeño programa de enseñanza empezó en un cuarto arriba del Bazar Indostán en Avenida Central, en la Ciudad de Panamá. 
En 1978, empezaron a usar un lugar en el área de Perejil, donde se hacían ceremonias y reuniones hasta que El Centro Cultural Islámico de Colon fue completado en su totalidad el 15 de enero de 1982. Esta mezquita fue construida con financiación de la Islamic Call Society, una organización localizada en Libia que utilizaba fondos de la Jihad Fund del dictador Muamar el Gadafi con el objetivo de expandir el islam y financiar grupos yihadistas, y fondos de Salomón Bhiku, un comerciante local originario de la India. Desde su inauguración, las clases se han dado en las noches y los domingos para nuevos musulmanes y cualquier gente interesada en el islam; las mismas son dictadas por el orador Abdulkhaber Muhammad y en su ausencia por Hamza Beard. Desde 1982 hasta la fecha, la expansión del Islam ha resultado en la construcción de un total de once mezquitas, alrededor de cinco salas de oración, una escuela para la memorización del Quran. En el distrito de La Chorrera se encuentra en construcción la mayor madrasa de América Latina, con un costo de 7 millones de dólares. Este centro contará también con una mezquita con capacidad para alrededor de tres mil personas y será la mayor mezquita en la República de Panamá.

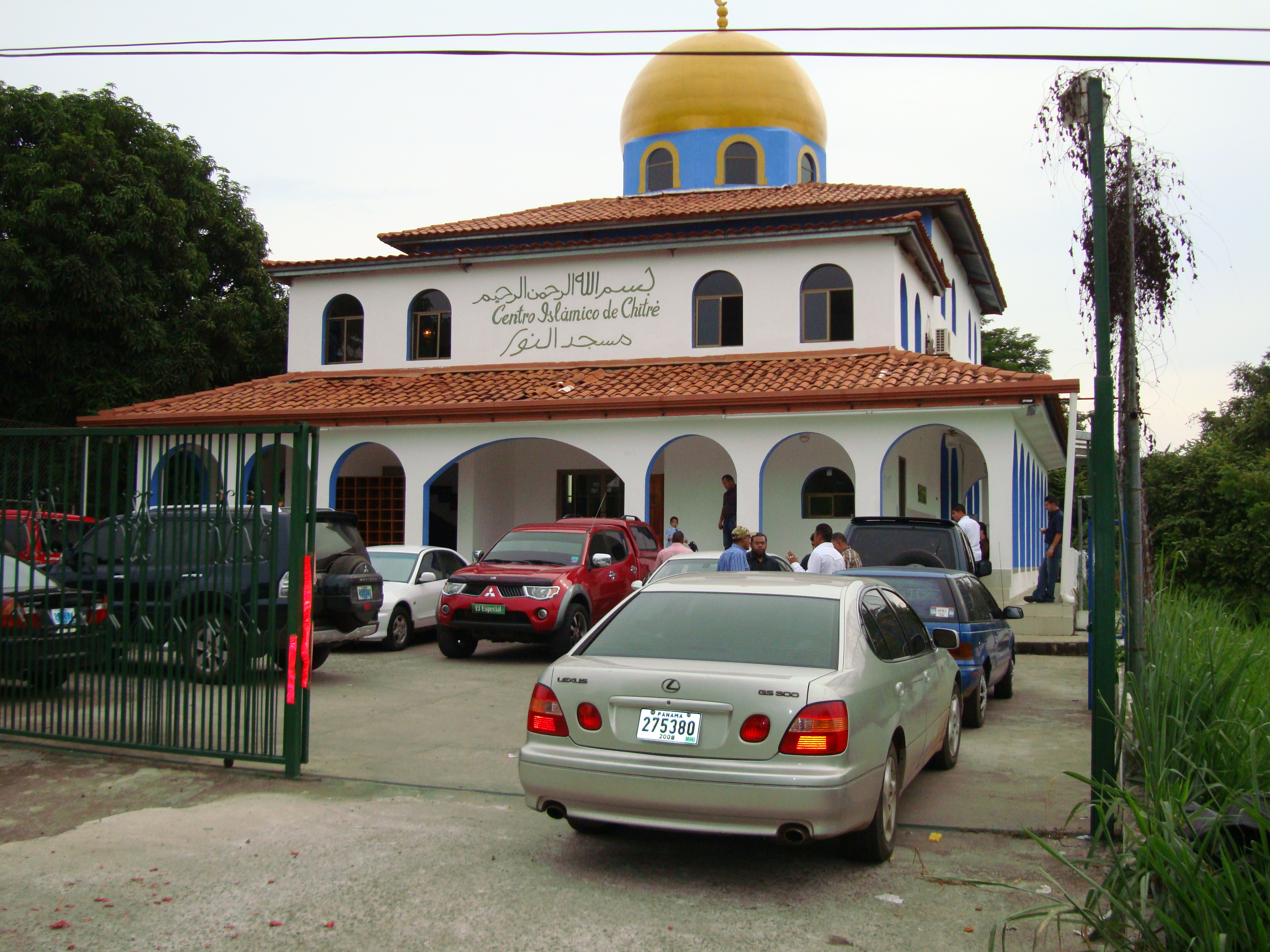
El Centro Cultural Islámico de Chitre.

## Terrorismo en Panamá
El 19 de julio de 1994, un suicida musulmán de la presunta organización Ansar Allah ("Los seguidores de Alá" o "Los leales a Alá") derriba el vuelo 901 de Alas Chiricanas en el que fallecieron 21 panameños, entre ellos 12 empresarios judíos. Si bien el caso no se ha resuelto totalmente, es probable que el objetivo fueran los empresarios judíos que iban en este vuelo. No se sabe con certeza quiénes se encontraban detrás de esta organización, ya que la organización parece ser falsa o, por lo menos, haber existido como un grupo de fachada para esconder a los verdaderos perpetradores.